# رالیا
رالیا (به انگلیسی: Ralja) رودخانه‌ای است که در صربستان جریان دارد.